# LA Bowl
Le LA Bowl est un match annuel d'après-saison régulière de football américain de niveau universitaire (Division 1 NCAA Football Bowl Subdivision ou Div. 1 FBS ) dont la première édition a lieu après la saison 2021.
Le match se tient au SoFi Stadium d'Inglewood dans l'État de Californie aux États-Unis.

## Histoire
Les conférences Mountain West et Pac-12 annoncent en juillet 2019 qu'ils ont conclu un partenariat avec le LA bowl pour une durée de 5 saisons. 
L'événement est officialisé en février 2020 et opposera le champion de la MWC (ou la meilleure équipe classée dans la conférence) contre le 5e choix possible de la Pac-12. Précédemment le champion de la MWC participait automatiquement au Las Vegas Bowl
Trois semaines avant la première édition prévue le 30 décembre 2020, le match est annulé à la suite de la pandémie de Covid-19,.
Le 16 juin 2021, le match est rebaptisé le Jimmy Kimmel LA Bowl à la suite des accords établis concernant les droits du nom du bowl acquis par l'animateur de talk-show de fin de soirée Jimmy Kimmel. Le bowl est le tout premier de l'histoire de la NCAA à désigner une personnalité vivante.. D'autres bowls ont déjà porté le nom de personnes décédées :
- le Will Rogers Bowl (en) joué à Oklahoma City en 1947 en mémoire de l'acteur Will Rogers décédé en 1935 ;
- le Grantland Rice Bowl (en) disputé lors des saisons 1964 à 1972 en NCAA's College Division et en Division II NCAA de 1973 à 1977, en honneur du journaliste sportif Grantland Rice décédé en 1954 ;
- le Knute Rockne Bowl (en) joué en NCAA College Division (1969–1972) et en NCAA Division II (1976–1977) en l'honneur de l'entraîneur principal Knute Rockne, décédé en 1931 ;
- la finale du championnat NCAA de Division III, dénommée depuis 1973 l'Amos Alonzo Stagg Bowl (en), en mémoire de l'entraîneur principal Amos Alonzo Stagg décédé en 1965.

Le nom de la banque d'investissement Stifel est ajouté plus tard en tant que sponsor du nom.
Le 21 octobre 2023, les organisateurs annoncent qu'ils ont signé un partenariat sur plusieurs années avec l'ancienne star de la NFL, Rob Gronkowski.

## Palmarès
| Date             | Vainqueur                     | Score   | Finaliste                           | Assistance | Conférence   | Résumé    |
| ---------------- | ----------------------------- | ------- | ----------------------------------- | ---------- | ------------ | --------- |
| 18 décembre 2021 | Utah State (10-3)             | 24 - 13 | Oregon State (7-5)                  | 29 896     | MWC - Pac-12 | Note (en) |
| 17 décembre 2022 | Fresno State (9-4)            | 29 - 06 | Washington State (7-5)              | 32 405     | MWC - Pac-12 | Note (en) |
| 16 décembre 2023 | Bruins de l'UCLA (7-5)        | 35 - 22 | Broncos de Boise State (8-5)        | 32 780     | Pac-12 - MWC | Note (en) |
| 18 décembre 2024 | no 24 Rebels de l'UNLV (10-3) | 34 - 13 | Golden Bears de la Californie (6-6) | 24 420     | ACC - MWC    | Note      |

## Meilleurs joueurs du Bowl
| Saison | Système | Joueur          | Équipe       | Poste |
| ------ | ------- | --------------- | ------------ | ----- |
| 2021   | Attaque | Deven Thompkins | Utah State   | WR    |
| 2021   | Défense | Nick Heninger   | Utah State   | DE    |
| 2022   | Attaque | Jordan Mims     | Fresno State | RB    |
| 2022   | Défense | Devo Bridges    | Fresno State | DE    |
| 2023   | Attaque | Ethan Garbers   | UCLA         | QB    |
| 2023   | Défense | Darius Muasau   | UCLA         | LB    |
| 2024   | Attaque | Jacob De Jesus  | UNLV         | WR    |
| 2024   | Défense | Jackson Woodard | UNLV         | LB    |

## Statistiques par Conférences
| Conférence                | Gagné | Perdu | %    |
| ------------------------- | ----- | ----- | ---- |
| Mountain West Conference  | 2     | 2     | 50,0 |
| Pacific-12 Conference     | 1     | 2     | 33,3 |
| Atlantic Coast Conference | 1     | 0     | 100  |

## Statistiques par Équipes
| Rang | Équipe                        | Apparition | G-P   |
| ---- | ----------------------------- | ---------- | ----- |
| 1    | Aggies d'Utah State           | 1          | 1 - 0 |
| 1    | Bruins de l'UCLA              | 1          | 1 - 0 |
| 1    | Bulldogs de Fresno State      | 1          | 1 - 0 |
| 1    | Rebels de l'UNLV              | 1          | 1 - 0 |
| 2    | Beavers d'Oregon State        | 1          | 0 - 1 |
| 2    | Broncos de Boise State        | 1          | 0 - 1 |
| 2    | Cougars de Washington State   | 1          | 0 - 1 |
| 2    | Golden Bears de la Californie | 1          | 0 - 1 |

## Logo

Logo initial (2020-2023).